# عزلة الجبوب (ريمة)

تعديل مصدري - تعديل

عزلة الجبوب هي إحدى عزل مديرية كسمة في محافظة ريمة اليمنية ويبلغ تعداد سكانها 11558 نسمة حسب التعداد السكاني في اليمن لعام 2004.تعتبر عزلة الجبوب من إحدى عزل مديرية كسمة -محافظة ريمة والتي تقع إلى الجنوب الغربي من مركز المديرية.
تعتبر العزلة هي (الثانية)ترتيبا في المديرية من حيث المساحة بعد عزلة الضبارة إذ تشكلان أكثر من نصف مساحة المديرية فتبلغ مساحة الجبوب وحدها حوالي (62) كم2وتصل نسبة مساحتها إلى 28% من مساحة المديرية البالغة (220)كم2.
ويتوزع فيها السكان البالغ عددهم (11558) نسمة حسب تعداد 2004م وبنسبة (16,6)% من سكان المديرية البالغ عددهم (69705) نسمة.
وقد تكونت من هولاء السكان عدد (1330) اسرة يسكنون في (1095) مسكنا منشرين في (15)قرية و (237) محلا.
وبقسمة السكان على المساحة تبلغ الكثافة () في كل كم2.

## تاريخ
تمثل عزلة الجبوب متحفا مثيرا فيها كثير من ملامح التاريخ القديم والحديث والمعاصر وفيها الاثار المهيبه والحكايات العجيبة التي تختلط فيها الحقائق بالاساطير، ويمكن القاء نظرة سريعة على أهم معالمها كالاتي:
الأول: حصن هكر، هذا الحصن كان يعد أحد الحصون الحربية التابعة للحميرين اثناء صراعهم مع السبئيين في القرنين الأول والثاني للميلاد فقذ كانوا يعدونه أهم معاقلهم الدفاعية عند الانسحاب فقد كانت خط سير المعارك تتجه من قاع جهران غربا في اعماق وادي رماع حتى هذا الحصن المطل على الوادي من الشمال، وعندما انتصر الحميريون بنوا حصنا اخر سموه هكر أيضا تمجيدا لحصنهم الأول على مشارف مارب إلى الشمال من حقل جهران الحدأ حاليا، ولهذا يخلط المؤرخون دائما بين هكر ريمه وهكر الحدأ. وعند الحصن يوجد الكثير من المنشئات العمرانية المهجوره ويوجد فيه سدين كبيرين منحوتين في اعماق الصخر وهما مستطيلان ويفصل بينهما جدار كبير يحمل فتحات أو منافذ في اسفله من اجل تصريف المياه بالإضافة إلى عدد من المدافن والسقايات المطلية بمادة القضاض، كما توجد عدد من الكهوف التي استخدمت في واجهاتها الاحجار المهذبة. كما يوجد طريق من الجهة الغربية للجبل موصلة إلى قمة الجبل مرصوفة بالاحجار المهذبة، وقد دمرت الطرق بسبب عوامل التعرية وعدم الترميم مما جعل الوصول إلى قمة الجبل أكثر صعوبة.
ومن حيث الانساب يذكر الهمداني هكر باسم (هكر بن ذرانح بن بينون بن منياف بن شرحبيل بن ينكف بن عبد شمس من سلالة الهميسع بن حمير)
الثاني: جبل وزيم: ويقع أيضا في نفس العزلة وتمثل فيه اعلى قمة في الجبوب زمن أهم اثاره، كهوف تقع في قمته مع مرابط الخيول في حلقات محفورة في الصخر على ابواب الكهوف، ولا يعرف بداية استخدامها الا ان المصادر اليونانية قبل الميلاد كانت تطلق على سكان الجبال المقابلة للبحر الاحمر بانها ذات المساكن المشيدة في الكهوف، ويوجد بجانب الكهوف بقايا اساسات لمباني سكنية ومدافن ومخازن للمياه، مما ينم عن مدينة ومدنية كانت حاضرة واندثرت قبل الإسلام، يؤكدها وجود مقبرة كبيرة في السفح الغربي لقمة الجبل. مع العلم ان الجبل خالي الآن من السكان.
معالم مهمة
مجنة أو غابة ارميخ
غابة طويلة عريضة غامضة غريبة في مكان معزول عن السكان على الطريق الواصل بين جدبون الجبوب وبني الشماخ الضبارة تسمى ارميخ تحت اشجارها مئات المقابر ذات طابع صوفي تضم رفات عدد ممن يسمونهم الاهالي بالاولياء حتى جاء في الموروث عنها
مجنة ارميخ يا سبعين ولي اولهم محمد واخرهم علي
دار منصورة
في تاريخ الدولة الرسولية والطاهرية في اليمن كانت دولة الحصون وكان يطلق على هذه الحصون أسماء الملوك والقابهم واحيانا التفاؤل بالعز والنصر ودار منصورة في الحبوب من هذه القلاع التي كثر ذكرها الا ان عدد من القلاع في ريمه وغيرها تحمل نفس الاسم حتى يتعذر الجزم بالواقعة انها كانت هنا أو هناك خصوصا وانه كان يتم ذكر اسم الحصن بدون اسم المكان أو المنطقة التي يتبعها. ويظل دار منصورة بموقعه وبناءه من أهم القلاع المشهورة في العصر الإسلامي الوسيط وأثاره.
الأنساب والسلالات الحميرية في الجبوب
1- كدار بن عجرد بن سليم بن شرحبيل بن الحارث بن مالك بن سدد بن زرعة بن سبا بن كعب بن سبأ الاصغر من سلالة الهميسع بن حمير.
2- شماخ بن شرعب بن سهل بن زيد الجمهور بن عمروا بن قيس بن معاوية بن جشم بن عبد شمس من سلالة الهميسع بن حمير.يقول الهمداني فاولد شرعب بن سهل شماخا، ومن شماخ انتشرت الشراعب في اليمن والذي له فروع في عزلة الجبوب بني الشماخ على رأسهم علي حسن عمران الجبوب، وياتي من سلالته ناجي علي حسن عمران الجبوب والذي سكن في بني الشماخ الجبوب وقد توفى 1945م، يوجد الكثير من المساجد والأسوار الحصينة الذي شيدت في عهده في العزل والقرى المجاورة باسمه.
3- هكر بن ذرانح بن بينون بن منياف بن شرحبيل بن ينكف بن عبد شمس من سلالة الهميسع بن حمير.